# 레알 아빌레스 CF
레알 아빌레스 인두스트리알 C.F.(스페인어: Real Avilés Industrial Club de Fútbol)는 스페인 아스투리아스주 자치 지역의 아빌레스를 연고지로 둔 스페인의 축구단이다. 1903년에 창단된 이 구단은 세군다 페데라시온 – 그룹 1에 소속되어 있으며, 약 5,400석 규모의 에스타디오 로만 수아레스 푸에르타라는 홈구장을 지니고 있다.

## 선수 명단

### 현역
참고: FIFA 자격 규정에 따라 소속된 국가대표팀 국기를 표시합니다. 선수는 복수의 FIFA 비회원국 국적을 가지고 있을 수 있습니다.
| 번호 | 포지션 | 국적 | 이름            |
| ---- | ------ | ---- | --------------- |
| 19   | FW     |      | 나탈리오 로렌조 |

| 번호 | 포지션 | 국적 | 이름 |
| ---- | ------ | ---- | ---- |

## 역대 감독
| 감독                       | 임기        |
| -------------------------- | ----------- |
| 오스카르 알바레스 곤살레스 | 1954 ~ 1955 |